# Уагстафф, Дейв
Дэвид Уагстафф (англ. David Wagstaffe; 5 апреля 1943, Манчестер, Ланкашир — 6 августа 2013, Вулвергемптон, Западный Мидленд) — английский профессиональный футболист, который играл на позиции левого вингера.

## Карьера
Уагстафф родился в Опеншоу, Манчестер, и играл в Англии и США за «Манчестер Сити», «Вулверхэмптон Уондерерс», «Лос-Анджелес Вулвз», «Блэкберн Роверс» и «Блэкпул».
Подписав в 1964 году контракт с «волками», Уагстафф сыграл 404 матча в чемпионате и Кубке Англии за клуб, он входит в список 15 лидеров по числу матчей за «Вулверхэмптон». Хотя он и не был забивным игроком, в 1971 году его мяч с 35 метров в ворота «Арсенала» был признан голом месяца, в той игре «волки» разгромили «канониров» со счётом 5:1. Кроме того, в том же году он сравнял счёт в ответном матче финала Кубка УЕФА против «Тоттенхэм Хотспур», но отыграть преимущество лондонцев в один гол с первого матча «волки» не смогли, итог — победа «Тоттенхэма» с общим счётом 3:2.
Уагстафф играл за дочерний клуб «Вулверхэмптона», «Лос-Анджелес Вулвз», который участвовал в первом розыгрыше Объединённой футбольной ассоциации (США) в 1967 году. «Волки» выиграли Западный дивизион и в финале после дополнительного времени со счётом 6:5 победили «Вашингтон Випс» (представленный игроками «Абердина»). Во время пребывания в США Уагстаффа посетил друг детства Дэви Джонс, вокалист «The Monkees», в детстве друзья играли на улице в футбол. Джек Кент Кук (предприниматель в области кабельного телевидения и владелец баскетбольной команды «Лос-Анджелес Лейкерс»), купив франшизу «Вулвз» за $ 250000, предложил Уагстаффу переехать в США и стать частью его бизнес-плана в качестве потенциального лица американского футбола, но после возвращения в «Вулверхэмптон» Уагстафф отклонил предложение.
2 октября 1976 года в матче за «Блэкберн Роверс» Уагстафф стал первым игроком в английском футболе, получившим красную карточку.
Несмотря на свой талант, Уагстафф никогда не вызывался в сборную Англии, хотя в 1972 году он был вызван в сборную Футбольной лиги на матч против Шотландской лиги на «Эйрсом Парк», Мидлсбро, Уагстафф играл на левом фланге.

## Дальнейшая жизнь
После ухода из футбола Уагстафф открыл собственный отель и стал распорядителем Консервативного клуба в Блэкпуле, позже он вернулся в Вулвергемптон и открыл отель «Батлерз Армз» в Бушбури, клуб «Олд Вулфранианз» в Кэслкрофте и бар Уогги на стадионе «Молинью».
В январе 2013 года Уагстафф был включён в Зал славы «Вулверхэмптон Уондерерс».

## Смерть
В апреле 2013 года Уагстафф перенёс сердечный приступ и умер в своём доме в Вулвергемптоне 6 августа 2013 года после непродолжительной болезни в возрасте 70 лет. Его похороны посетили сотни болельщиков, прощание с футболистом состоялось в вулвергемптонской церкви Святого Петра 22 августа 2013 года.